# Thomas Leinkauf
Thomas Leinkauf (* 4. November 1954 in Lüneburg) ist ein deutscher Philosoph und Hochschullehrer an der Westfälischen Wilhelms-Universität.

## Leben
Leinkauf stammt aus einer evangelischen Familie. Von 1965 bis 1974 besuchte er das altsprachliche Markgrafen-Gymnasium Karlsruhe. Von 1975 bis 1984 studierte er an der Albert-Ludwigs-Universität Freiburg und an der Ludwig-Maximilians-Universität München die Fächer Philosophie (bei Werner Beierwaltes), Kunstgeschichte und Geschichte. 1982 wurde er zum Dr. phil. promoviert. 1991 habilitierte er sich an der Freien Universität Berlin über Athanasius Kircher. 1982–1985 war er Assistent an der Albert-Ludwigs-Universität Freiburg, 1985–1991 Assistent an der FU Berlin. Von 1991 bis 1996 im Heisenberg-Programm gefördert, hielt er im Wintersemester 1992/93 und im Sommersemester 1993 eine Gastprofessur an der Karls-Universität Prag. Seit 1996 ist er Professor für Philosophie an der Westfälischen Wilhelms-Universität und Direktor der Leibniz-Forschungsstelle Münster. Zur Philosophie des Humanismus und der Renaissance stand er 2010–2012 in der Opus magnum-Förderung der Volkswagenstiftung. Er ist auch Herausgeber einer italienisch-deutschen Ausgabe von Giordano Brunos Werken.

## Schriften (Auswahl)
- Kunst und Reflexion. Untersuchungen zum Verhältnis Philipp Otto Runges zur philosophischen Tradition, Fink Verlag, München 1987.
- Schelling als Interpret der philosophischen Tradition. Zur Rezeption und Transformation von Platon, Plotin, Aristoteles und Kant, LIT-Verlag, Münster 1998.
- Nicolaus Cusanus. Eine Einführung in sein Denken, Aschendorff, Münster 2006.
- (Mitherausgeber): Lichtgefüge – Das Licht im Zeitalter Rembrandts und Vermeers. Ein Handbuch der Forschungsgruppe Historische Lichtgefüge, Jovis, Berlin 2011, ISBN 978-3-86859-185-9.
- Einheit, Natur, Geist: Beiträge zu metaphysischen Grundproblemen im Denken von Gottfried Wilhelm Leibniz. trafo Wissenschaftsverlag, Berlin 2012, ISBN 978-3896269270.
- Cusanus, Ficino, Patrizi – Formen Platonischen Denkens in der Renaissance. trafo Wissenschaftsverlag, Berlin 2014, ISBN 978-3-86464-051-3.
- Grundriss Philosophie des Humanismus und der Renaissance (1350–1600), 2 Bde. Hamburg 2017, ISBN 978-3787327928.
- Die Philosophie des Humanismus und der Renaissance, Verlag C.H.Beck, München 2020, ISBN 978-3-406-31270-0.